# Rodrigo de Rato y Figaredo
Rodrigo de Rato y Figaredo (Madrid, 18 de març de 1949), conegut com a Rodrigo Rato, és un polític i economista espanyol, que ha ocupat diversos càrrecs ministerials en el govern d'Espanya.

## Biografia
Va néixer el 18 de març de 1949 a la ciutat de Madrid. És fill de l'empresari Ramón Rato Rodríguez San Pedro i besnet del ministre, diputat, senador i alcalde de Madrid Faustino Rodríguez-San Pedro.
Després d'estudiar en una escola jesuïta al barri de Chamartín, va iniciar els seus estudis universitaris a l'Institut Catòlic d'Administració i Direcció d'Empreses (ICADE) i a la Universitat Complutense de Madrid, on es va llicenciar en Dret l'any 1971. Posteriorment amplià els seus estudis als Estats Units d'Amèrica, on realitzà un màster en administració d'empreses a la Universitat de Berkeley el 1974. L'any 2003 realitzà el seu doctorat a la Complutense de Madrid.

## Activitat política
Va ingressar en política el 1979, figurant com a candidat en les eleccions generals d'aquell any per la província de Cadis, en representació d'Aliança Popular (AP), posteriorment refundat amb el nom de Partit Popular (PP). Després de formar part del Comitè Executiu del partit des de 1980, va obtenir la seva acta de diputat al Congrés dels Diputats en les eleccions generals de 1982.
Amb el nomenament de José María Aznar com a President del Partit Popular i candidat d'aquest partit a la presidència del Govern, Rato es convertí en la seva mà dreta i portaveu del partit al Congrés. Després de la victòria d'aquest grup en les eleccions generals de 1996, va ser nomenat Vicepresident Segon del Govern i Ministre d'Economia i Hisenda. Posteriorment, en les eleccions generals de 2000 i a la constitució del segon govern d'Aznar fou ratificat en el càrrec, tot i que l'àrea d'hisenda fou separada del seu ministeri i recaigué en Cristóbal Montoro Romero.
En la seva qualitat de Ministre d'Economia va ocupar també la funció de Governador per Espanya en les Juntes de Governadors del Fons Monetari Internacional (FMI), el Banc Mundial, el Banc Interamericà de Desenvolupament (BID), el Banc Europeu d'Inversions i el Banc Europeu de Reconstrucció i Desenvolupament. Va assistir regularment a les reunions de ministres d'Economia i Hisenda de la Unió Europea i va representar a aquesta en la reunió de ministres d'Hisenda del G8 celebrada a la ciutat d'Ottawa (Canadà) l'any 2002, any en el qual Espanya ocupava la Presidència de la Unió Europea. Va ser així mateix el ministre encarregat de les relacions comercials internacionals del govern espanyol i va representar a Espanya en les reunions ministerials de l'Organització Mundial del Comerç (OMC) celebrades a Seattle el 1999, Doha el 2001 i Cancun el 2003.
A finals de 2003 el seu nom va ser citat com a possible successor de José María Aznar al capdavant del PP i com a candidat a la presidència del Govern; però finalment Aznar va nomenar Mariano Rajoy com a successor. Després de la marxa del govern de Rajoy per encarregar-se de preparar les eleccions generals de 2004, Rato fou designat Vicepresident Primer del Govern el 3 de setembre de 2003.

## Fons Monetari Internacional
En les eleccions del 14 de març de 2004 va concórrer com a número dos en les llistes del Partit Popular de Madrid, just per darrere de Mariano Rajoy, i fou escollit novament diputat, càrrec al qual va renunciar al juny de 2004 quan fou nomenat Director Gerent del Fons Monetari Internacional (FMI), en substitució de l'alemany Horst Köhler.
Rato va anunciar la seva dimissió anticipada el 28 de juny de 2007, efectiva després de l'assemblea anual de l'octubre 2007.
Un informe publicat el 2011 va analitzar la gestió de l'FMI entre 2004 i 2007, tot senyalant que l'organisme va viure en una bombolla d'optimisme mentre es gestava la més gran crisi financera mundial des del crack del 1929. L'informe cita deficiències organitzatives, batalles internes i falta de supervisió i control per par de la direcció de l'organisme.

## Presidència de Bankia
El 4 de desembre de 2007 es va anunciar la seva incorporació a la divisió internacional de Lazard, un banc d'inversions estatunidenc establert a Londres i amb competències a Europa i Amèrica Llatina. El 2008 seria nomenat conseller assessor del Banco Santander,per passar a ser President de Caja Madrid el gener de 2010. Va ser president durant la fusió de les set caixes d'estalvis (Caja Madrid, Bancaja, La Caja de Canarias, Caja Ávila, Caja Segovia, Caixa Laietana i Caja Rioja), que el convertirien en President de Bankia el desembre del mateix any. Va ser president durant la sortida a borsa de l'entitat. Un any després, l'octubre del 2011 Bankia entraria a formar part de l'Ibex 35, amb una capitalització de 6.500 milions d'euros, i del STOXX Europe 600.
Deloitte va detectar en els comptes de 2011 de Bankia un desfasament patrimonial de 3.500 milions i va optar per no signar l'informe d'auditoria, un fet que va precipitar la renúncia de Rodrigo Rato com a president executiu, que tindria lloc el 7 de maig de 2012. Després de ser considerada per l'FMI el principal risc per al sistema bancari espanyol, al maig de 2012 Bankia va passar a ser controlada per l'Estat espanyol després de la presa de control de BFA, la matriu de Bankia. La situació de Bankia fou considerat un punt d'inflexió en la crisi financera del país, situant a un pas de la intervenció.
Arran de la seva gestió a Bankia Rato fou nomenat per la revista econòmica Bloomberg BusinessWeek el cinquè pitjor CEO de 2012, en ser investigat per frau, fixació de preus i malversació de fons amb relació a la caiguda i posterior rescat de Bankia. La revista cita que Bankia va anunciar beneficis de 309 milions d'euros el 2011, que després de l'abandonament de Rato van resultar ser 3.000 milions d'euros de pèrdues.
La Comissió de Nomenaments, Retribucions i Bon Govern de Telefónica, SA va aprovar el 4 de gener de 2013, la incorporació de Rodrigo Rato al Consell d'assessors de Telefónica Latam i Telefónica Europe, que aglutinen els negocis a Amèrica Llatina i Europa.

## Corrupció i frau
Segons els anomenats papers de Bárcenas (presumpta comptabilitat B del Partit Popular) publicats pel diari El País, Rodrigo Rato hauria rebut un total de 216.711 euros en sobresous amb diners en negre procedents del finançament il·legal del partit.
Rodrigo Rato va ser detingut durant unes hores el 16 d'abril de 2015, acusat de presumpte frau, emblanquiment i alçament de béns, després d'un escorcoll del seu domicili per part de l'Agència Estatal de l'Administració Tributària. L'exvicepresident del govern espanyol i exdirector de l'FMI va quedar en llibertat amb càrrecs i pendent de declarar davant del jutge.
L'abril de 2016, arran de la publicació dels papers de Panamà, es va conèixer que va utilitzar diverses societats en paradisos fiscals per ocultar diners a l'estat espanyol. Segons diverses investigacions Rato, va recórrer el 2013 al bufet panameny Mossack Fonseca, d'on procedeixen els documents denominats com els 'papers de Panamà', per liquidar les dues societats opaques on guardava 3.672.410 euros. Rato pretenia, segons la investigació, evitar amb aquesta maniobra que les seves empreses 'offshore' fossin localitzades, el que no va impedir que el Jutjat número 31 de plaça de Castilla, instrueix el procediment contra Rato per blanqueig de capitals, corrupció entre particulars.
El febrer de 2017 l'Oficina Nacional d'Investigació del Frau (ONIF), un cos d'elit de la inspecció tributària, va enviar un informe al jutjat d'instrucció 31 de Madrid, on es mostra que Rato va defraudar presumptament 6,8 milions d'euros entre 2004 i 2015. L'informe també descriu l'entramat de societats instrumentals que va utilitzar per aconseguir-ho. El mateix mes l'Audiència Nacional el va condemnar a quatre anys de presó pel cas de les targetes black. L'octubre del 2018 el Tribunal Suprem va confirmar la sentència.